# Лоусин
Лоуси́н (кит. упр. 娄星, пиньинь Lóuxīng) — район городского подчинения городского округа Лоуди провинции Хунань (КНР).

## История
Во времена империи Тан в 622 году был создан уезд Сянсян, в состав которого, в частности, вошли и эти земли. В 1370 году был основан посёлок Лоуди (娄底镇).
После основания КНР в 1949 году был образован Специальный район Иян (益阳专区), и уезд Сянсян вошёл в его состав. 16 февраля 1952 года на стыке уездов Аньхуа, Шаоян, Сянсян и Синьхуа был образован новый уезд Ланьтянь (蓝田县), вошедший в состав Специального района Шаоян (邵阳地区). 15 июля 1952 года уезд Ланьтянь был переименован в Ляньюань (涟源县).
9 июля 1961 года урбанизированная часть уезда Ляньюань была выделена в отдельный город Лоуди (娄底市), но 20 октября 1962 года это решение было отменено.
В 1970 году Специальный район Шаоян был переименован в Округ Шаоян (邵阳地区).
Постановлением Госсовета КНР от 29 сентября 1977 года северная часть Округа Шаоян была выделена в отдельный Округ Ляньюань (涟源地区); власти нового округа разместились в посёлке Ланьтянь уезда Ляньюань. В 1978 году власти округа Ляньюань переехали в посёлок Лоуди того же уезда. В июле 1980 года посёлок Лоуди с окрестностями был выделен из уезда Ляньюань в отдельный городской уезд Лоуди (娄底市).
Постановлением Госсовета КНР от 11 декабря 1982 года Округ Ляньюань был переименован в Округ Лоуди (娄底地区).
Постановлением Госсовета КНР от 20 января 1999 года были расформированы округ Лоуди и городской уезд Лоуди, и образован городской округ Лоуди; территория бывшего городского уезда Лоуди стала районом Лоусин в его составе.

## Административное деление
Район делится на 7 уличных комитетов, 4 посёлка и 3 волости.